# Mastax nana
Mastax nana é uma espécie de carabídeo da tribo Brachinini, com distribuição no Chade, Mali e República Democrática do Congo.